# قائمة المواقع القصوى للنظام الشمسي
توضح هذه القائمة المواقع القصوى للنظام الشمسي. مثل أكبر وادي وأطول جبل وهكذا.

## حسب الخاصية
| سجل             | البيانات                  | الخاصية                       | المرجع. |
| --------------- | ------------------------- | ----------------------------- | ------- |
| أكبر وادي       | طوله 4000 كم وعرضه 200 كم | فال مارينيريس، المريخ         | [ 1 ]   |
| أطول جبل        | 22 كم (13.6 ميل)          | ذروة ريسيلفيا المركزية، فيستا | [ 2 ]   |
| أطول بركان      | 25 كم (15.5 ميل)          | أوليمبوس مونس، المريخ         | [ 3 ]   |
| أطول جرف        | 20 كم (12.4 ميل)          | فيرونا روبس، ميراندا، أورانوس | [ 4 ]   |
| أكبر حفرة تصادم | 2,700 كيلومتر (1,700 ميل) | حوض القطب الشمالي، المريخ     | [ 5 ]   |

## حسب الفئة
| النوع                           | متوسط الكثافة        | متوسط الكثافة            | متوسط درجة الحرارة | متوسط درجة الحرارة | متوسط الجاذبية السطحية | متوسط الجاذبية السطحية  |
| النوع                           | أدنى                 | أعلى                     | أدنى               | أعلى               | أدنى                   | أعلى                    |
| ------------------------------- | -------------------- | ------------------------ | ------------------ | ------------------ | ---------------------- | ----------------------- |
| نجم                             | 1.4 جم / سم3 الشمس   | 1.4 جم / سم3 الشمس       | 5778 ك الشمس       | 5778 ك الشمس       | 274 م / ث 2 الشمس      | 274 م / ث 2 الشمس       |
| الكوكب الرئيسي                  | 0.7 جم / سم 3 زحل    | 5.51 جم / سم 3 الأرض     | 73 ك نبتون         | 733 ك الزهرة       | 3.70 م / ث 2 عطارد     | 23.1 م / ث 2 المشتري    |
| كوكب قزم                        | 2 جم / سم 3 بلوتو    | 3 جم / سم 3 هوميا        | 30 ك ماكيماكي      | 167 ك سيريس        | 0.27 م / ث 2 سيريس     | 0.8 م / ث 2 ايريس       |
| القمر الرئيسي لكوكب كبير أو قزم | 0.98 جم / سم 3 تيثيس | 3.53 جم / سم 3 آيو (قمر) | 38 ك ترايتون (قمر) | 250 ك القمر        | 0.064 م / ث 2 ميماس    | 1.796 م / ث 2 آيو (قمر) |

| النوع                           | سرعة الهروب            | سرعة الهروب            | الكتلة                 | الكتلة                 | الحجم (نصف القطر) | الحجم (نصف القطر) |
| النوع                           | أدنى                   | أعلى                   | أدنى                   | أعلى                   | أدنى              | أعلى              |
| ------------------------------- | ---------------------- | ---------------------- | ---------------------- | ---------------------- | ----------------- | ----------------- |
| نجم                             | 617.7 كم / ثانية الشمس | 617.7 كم / ثانية الشمس | 332.830 م الأرض الشمس  | 332.830 م الأرض الشمس  | 695000 كم الشمس   | 695000 كم الشمس   |
| الكوكب الرئيسي                  | 4.3 ك م / ث عطارد      | 59.5 كم / ث المشتري    | 0.055 م الأرض عطارد    | 318 م الأرض المشتري    | 2500 كم عطارد     | 69911 ك م المشتري |
| كوكب قزم                        | 0.51 ك م / ث سيريس     | 1.3 كم / ث ايريس       | 0.0002 م الأرض سيريس   | 0.0028 م الأرض ايريس   | 487.3 كم سيريس    | 1187 كم بلوتو     |
| القمر الرئيسي لكوكب كبير أو قزم | 0.16 كم / ث ميماس      | 2.74 كم / ث جانيميد    | 0.000006 م الأرض ميماس | 0.0250 م الأرض جانيميد | 198 كم ميماس      | 2634 كم جانيميد   |

| الخاصية          | الكوكب الرئيسي | كوكب قزم | القمر الرئيسي (لكوكب كبير أو قزم) |
| ---------------- | -------------- | -------- | --------------------------------- |
| أجواء أكثر كثافة | فينوس          | بلوتو    | عملاق                             |

## حسب الجسم الفلكي
| الجسم الفلكي | الارتفاع (الارتفاع فوق/تحت النقطة المرجعية)            | الارتفاع (الارتفاع فوق/تحت النقطة المرجعية)                      | الارتفاع (الارتفاع فوق/تحت القاعدة)                                     | الارتفاع (الارتفاع فوق/تحت القاعدة)                           | Surface درجة حرارة                                               | Surface درجة حرارة                                                                                       |
| الجسم الفلكي | الأعلى                                                 | الأدنى                                                           | الأعلى                                                                  | الأدنى                                                        | الأعلى                                                           | الأدنى                                                                                                   |
| --- | ------------------------------------------------------ | ---------------------------------------------------------------- | ----------------------------------------------------------------------- | ------------------------------------------------------------- | ---------------------------------------------------------------- | --- |
| الشمس | N/A                                                    | N/A                                                              | N/A                                                                     | N/A                                                           | 100,000,000 ك In a انفجار شمسي                                   | 1240 K In a كلفة شمسية                                                                                   |
| عطارد |                                                        |                                                                  | 3 كيلومتر (1.9 ميل) Caloris Montes, northwest حوض كالوريس rim mountains |                                                               | 723 ك Dayside of Mercury                                         | 89 K Permanently shaded polar craters                                                                    |
| الزهرة | 11 كيلومتر (6.8 ميل) Maxwell Montes، أرض عشتار         | 3 كيلومتر (1.9 ميل) Diana Chasma, مرتفعات أفرودايت               |                                                                         |                                                               | 755 K lowlands of Venus                                          | 644 K جبل ماكسويل، أرض عشتار                                                                             |
| الأرض | 8,848 متر (29,029 قدم) جبل إفرست، نيبال - التبت، الصين | 10,971 متر (35,994 قدم) تشالنجر ديب، خندق ماريانا، المحيط الهادئ | 10,200 متر (33,500 قدم) مونا كيا، هاواي، الولايات المتحدة               | 7 كيلومتر (4.3 ميل) خندق ماريانا، المحيط الهادئ               | 330 K Furnace Creek Ranch, وادي الموت، United States (more info) | 184 K محطة فوستوك، القارة القطبية الجنوبية (more info)                                                   |
| المريخ | 27 كيلومتر (17 ميل) جبل أوليمبوس (المريخ), Tharsis     | 6 كيلومتر (3.7 ميل) Hellas Planitia                              | 24 كيلومتر (15 ميل) جبل أوليمبوس (المريخ), Tharsis                      | 9 كيلومتر (5.6 ميل) Melas Chasma, وادي مارينر                 | 293 K Martian equator in midsummer day                           | 120 K Martian poles in the depths of winter night                                                        |
| المشتري | N/A                                                    | N/A                                                              | N/A                                                                     | N/A                                                           | 152 K                                                            | 110 K |
| زحل | N/A                                                    | N/A                                                              | N/A                                                                     | N/A                                                           | 143 K                                                            | 82 K |
| أورانوس | N/A                                                    | N/A                                                              | N/A                                                                     | N/A                                                           | 68 K                                                             | 59 K |
| نبتون | N/A                                                    | N/A                                                              | N/A                                                                     | N/A                                                           | 53 K                                                             | 50 K |
| القمر | 10,786 متر (35,387 قدم) 5.4125°, 201.3665°             | 9.06 كيلومتر (5.63 ميل) Antoniadi Crater (-172.58°E, 70.38°S)    |                                                                         |                                                               | 400 K midday on the equator                                      | 26 K Permanently shadowed southwestern edge of the northern polar zone Hermite Crater in winter solstice |
| قمر Io |                                                        |                                                                  | 17.3 كيلومتر (10.7 ميل) Boosaule Montes                                 |                                                               |                                                                  | |
| قمر Europa |                                                        |                                                                  | 2 كيلومتر (1.2 ميل) conical mountain (34.5N, 169.5W)                    |                                                               | 132 K Subsolar temperature                                       | |
| غانيميد |                                                        |                                                                  |                                                                         |                                                               | 156 K Subsolar temperature                                       | 80 K Nighttime temperature                                                                               |
| قمر Callisto |                                                        |                                                                  |                                                                         |                                                               | 168 K Subsolar temperature                                       | 80 K Predawn nighttime temperature                                                                       |
| قمر Titan | 2 كيلومتر (1.2 ميل) جبال ميثريم، زانادو (تيتان)        |                                                                  |                                                                         |                                                               |                                                                  | |
| ميماس |                                                        |                                                                  |                                                                         |                                                               |                                                                  | |
| إنسيلادوس |                                                        |                                                                  |                                                                         |                                                               | 110 K Tiger Stripes                                              | |
| تثيس |                                                        |                                                                  |                                                                         |                                                               |                                                                  | |
| قمر Dione |                                                        |                                                                  |                                                                         |                                                               |                                                                  | |
| قمر Rhea |                                                        |                                                                  |                                                                         |                                                               |                                                                  | |
| إيابيتوس |                                                        |                                                                  | 20 كيلومتر (12 ميل) Voyager Mountains, equatorial ridge and bulge       |                                                               |                                                                  | |
| قمر Ariel |                                                        |                                                                  |                                                                         |                                                               |                                                                  | |
| قمر Umbriel |                                                        |                                                                  |                                                                         |                                                               |                                                                  | |
| قمر Titania |                                                        |                                                                  |                                                                         |                                                               |                                                                  | |
| قمر Oberon |                                                        |                                                                  |                                                                         |                                                               |                                                                  | |
| قمر Miranda |                                                        |                                                                  | \| 20 كيلومتر (12 ميل) \| 20 كيلومتر (12 ميل) \| Verona Rupes           | \| 20 كيلومتر (12 ميل) \| 20 كيلومتر (12 ميل) \| Verona Rupes |                                                                  | |
| قمر Triton |                                                        |                                                                  |                                                                         |                                                               |                                                                  | |
| قمر Nereid |                                                        |                                                                  |                                                                         |                                                               |                                                                  | |
| قمر Proteus |                                                        |                                                                  |                                                                         |                                                               |                                                                  | |
| قمر Charon |                                                        |                                                                  |                                                                         |                                                               |                                                                  | |
| سيريس (كوكب قزم) |                                                        |                                                                  | 4.5 كيلومتر (2.8 ميل) Ahuna Mons                                        |                                                               | 235 K                                                            | |
| بلوتو | 3.4 كيلومتر (2.1 ميل) Norgay Montes, تومبو ريغو        |                                                                  |                                                                         |                                                               | 45 K                                                             | 35 K |
| إريس |                                                        |                                                                  |                                                                         |                                                               | 41 K                                                             | 30 K |
| ماكيماكي (كوكب قزم) |                                                        |                                                                  |                                                                         |                                                               |                                                                  | |
| هاوميا (كوكب قزم) |                                                        |                                                                  |                                                                         |                                                               |                                                                  | |
| The الأجسام الموجودة في هذا الجدول هي: (1) كوكب؛ (2) major planets، كوكب قزم، أو قمر طبيعي of major or dwarf planets، أو نجم؛ (3) hydrostatically round so as to be able to provide a geodetic datum line; |                                                        |                                                                  |                                                                         |                                                               |                                                                  | |
| 20 كيلومتر (12 ميل) | 20 كيلومتر (12 ميل)                                    |                                                                  |                                                                         |                                                               |                                                                  | |

## حسب المسافة
- قائمة الأجسام البعيدة عبر النبتون

## روابط خارجية
- معهد Yale-New Haven للمعلمين، 07.03.03: "رحلة إلى الكواكب" بقلم نيكولاس ر. بيرون، 2007 (تم الوصول إليه في نوفمبر 2010)
- رحلة عبر المجرة: "كواكب المجموعة الشمسية" بقلم ستيوارت روبنز وديفيد ماكدونالد، 2006 (تم الوصول إليها في نوفمبر 2010)
- The Nine 8 Planets، "الملحق 2: النظام الشمسي Extrema" بقلم Bill Arnett، 2007 (تم الوصول إليه في نوفمبر 2010)
- EnchantedLearning.com، "النظام الشمسي الأقصى"، 2010 (تم الوصول إليه في نوفمبر 2010)